# Aiteta
Aiteta is een geslacht van vlinders van de familie visstaartjes (Nolidae), uit de onderfamilie Chloephorinae.

## Soorten
- A. acutipennis Strand, 1915
- A. albicosta Bethune-Baker, 1906
- A. albimacula Roepke, 1938
- A. angustipennis Warren, 1912
- A. apicibrunnea Berio, 1964
- A. apriformis Walker, 1857
- A. brooksi Holloway, 1976
- A. costiplaga Hampson, 1905
- A. curvilinea Staudinger, 1892
- A. damnipennis Walker, 1865
- A. deminutiva Warren, 1916
- A. escalerai Kheil, 1909
- A. fumata Warren, 1912
- A. gamma (Hampson, 1905)
- A. iridias Meyrick, 1889
- A. meterythra Hampson, 1905
- A. musculina Walker, 1856
- A. paralella Hampson, 1912
- A. pulcherrima Carcasson, 1965

- A. rufula Warren, 1912
- A. scripta Walker, 1865
- A. schaeferi Bryk, 1913
- A. subflava Bethune-Baker, 1906
- A. subparalella Berio, 1964
- A. thermistis (Hampson, 1910)
- A. trigoniphora Hampson, 1897
- A. truncata Walker, 1858
- A. veluta Hampson, 1912